# نفي النفي
قانون نفي النفي وهو من أحد قوانين الفلسفة الماركسية الثلاثة، وأحد أسس  المنطق الجدلي. ينص على أنه لا يوجد شيء مادي باقٍ. بل الحياة في تطور دائم فكل شيء إلى زوال، لا يدوم سوى المادة التي لا تفنى حسب نظرية لافوازيه. يعتبر خصوم الماركسية الذين يطلق عليهم اسم الفلسفة الموضوعية، أن المادة انعكاس للوعي وهي في دماغ الإنسان فقط حيث لا يوجد مادة بالمعنى الملموس.
و قاعدة نفي النفي مكملة لباقي قوانين الجدل، حيث إن الصراع أو التفاعل يؤدي للنفي، والقاعدة: تفاعل مادتين.  قد تخلق مادة جديدة أو مادتين جديدتين، وقد يبقى بقايا للمواد الداخلة في التفاعل لكنها تبقى تحت مبدأ الشاذ لا ينفي القاعدة.

## تاريخ
المشاعية تنتفي وينفيها العبودية فتنتفي وتنفيها الإقطاعية، فتنتفي وتنفيها الرأسمالية فتنتفي وينفيها الكوسموبوليتية، التي يفترض أن تنتفي والذي سينفيها الاشتراكية حسب ماركس في البيان الشيوعي. والقاعدة صراع الفلاح والإقطاعي يولد صراع الرأسمالي، والعامل وإن لم يقض بالمعنى على الفلاح والإقطاعي لكن مع الزمن استملاك الرأسمالي للأرض والمعدات أعاد إنتاج الفلاح كعامل.

## الكيمياء الفيزيائية
اندماج الديتيريوم والتريتيريوم يفني الاثنين ويخلق الهيليوم.